# Cinitaprida
Cinitaprida (Cidine, Blaston, Pemix) é um agente procinético e antiúlcera da classe das benzamidas o qual é comercializado na Espanha e no México. Atua como um agonista dos receptores 5-HT1 e 5-HT4 e como um antagonista dos receptores 5-HT2.